# Tatort: Tyrannenmord
Tyrannenmord ist ein Fernsehfilm aus der Krimireihe Tatort. Der vom NDR produzierte Beitrag ist die 1194. Tatort-Episode und wurde am 20. März 2022 im SRF, im ORF und im Ersten erstmals ausgestrahlt. Es ist der 16. Fall von Kriminalhauptkommissar Thorsten Falke, der zehnte seiner Kollegin Julia Grosz.

## Handlung
Der 18-jährige Juan Mendez ist aus seinem Eliteinternat verschwunden, nachdem sein Leibwächter Carlos mit einem Drink außer Gefecht gesetzt wurde. Juans Vater ist angeblich Botschafter von Orenaka, einer Diktatur, deren Staatschef gerade einen Staatsbesuch in Deutschland vorbereitet. Polizeihauptkommissar Thorsten Falke und Polizeioberkommissar Felix Wacker werden unter strengster Diskretion mit den Ermittlungen beauftragt, während Polizeihauptkommissarin Julia Grosz den Einsatz zum Staatsbesuch koordiniert.
Die Kommissare werden informiert, dass der Verschwundene in Wirklichkeit der Sohn des Diktators ist. Da taucht in einem abgestellten Fahrzeug eine Erpressernachricht auf, in der die Freilassung von 12 politischen Gefangenen gefordert wird. Als Falke Juans Freundin Hanna ertappt, wie sie Juans Kleider in den Fluss wirft, gibt sie zu, dass Juan die Entführung nur vorgetäuscht hat, um der Situation eines Diktatorsohns zu entfliehen. Jedoch wird Juan daraufhin tot in seinem Versteck aufgefunden, die herausgeschnittene Zunge wird zunächst als Symbol eines Verrats eingestuft. Nun wird gegen alle Personen ermittelt, die von der vorgetäuschten Entführung gewusst haben könnten.
Zunächst gesteht August Finkenberger, ein Mitschüler, in Anwesenheit und auf Druck seines Vaters, dass er sich mit Juan in dessen Versteck gestritten habe und es dabei zu einem Unfall gekommen sei. Dabei offenbart er Täterwissen. Falke traut dem Jungen aber nicht zu, dass er Juan die Zunge herausgeschnitten habe. In einer weiteren Vernehmung verplappert er sich jedoch, dass jemand anderes hinter der Tat stecke, ohne aber einen Namen zu nennen.
In der Unterkunft von Carlos findet Falke einen Hinweis auf Rache als mögliches Tatmotiv, da dessen Onkel als Oppositioneller gefoltert worden war. Nun wird auch das für die Verstümmelung verwendete Messer in Carlos’ Wagen gefunden. Für Orenakas Sicherheitschefin Santos ist Carlos nicht der Täter. Sie ist der Auffassung, dass es sich die deutsche Polizei zu leicht mache. Für die zuständige niedersächsische Ministerin Johansen wie auch für Falkes Vorgesetzten Holbein hingegen ist die Angelegenheit damit geklärt.
Falke ermittelt trotzdem weiter, da er der Meinung ist, ein Profi wie Carlos hätte das Messer mit Sicherheit beseitigt. In den Fokus geraten nun die Leiterin der Schule Frau Bergson und ihr Mann, der dort als Lehrer unterrichtet. Falke hatte schon zuvor das Gefühl, dass bei dem Ehepaar etwas nicht stimme, und Grosz mit einer entsprechenden Recherche beauftragt. Sie entdeckt, dass es vor längerer Zeit bereits Hinweise auf sexuelle Belästigungen von Schülern durch den Lehrer gegeben habe. Schließlich stellt sich heraus, dass Bergson von August, mit dem er ein Verhältnis hat, von Juans Versteck erfahren hatte. In dem Bemühen, Juan von seinem Plan abzubringen, war es zum Streit zwischen den beiden gekommen. Das Abschneiden der Zunge hatte dazu gedient, zu vertuschen, dass der Junge seinen Lehrer zuvor in den Arm gebissen hatte.

## Hintergrund
Der Film wurde zwischen dem 10. November und dem 9. Dezember 2020 in Hannover, in Schloss Corvey, am Weser-Radweg, der Innenstadt von Holzminden, am Internat Solling und an den Godelheimer Seen gedreht.

## Rezeption

### Kritiken
„Der gemeinsame Tyrannenmord-Krimi [von Christoph Stark und Jochen Bitzer] löst bei aller Sympathie für den robusten und rotzigen Grundton das komplizierte, selbst gewählte Thema viel zu einfach auf. Ja, er entpolitisiert es geradezu. Was am Anfang wie ein bedrohliches Gleichnis auf den aktuellen Zustand der Welt wirkt, schnurrt am Ende auf ein arg schlichtes Psychodrama aus der deutschen Wohlstandsgesellschaft zusammen.“

„[…] auch diese Folge von Christoph Stark kommt über solides Mittelmaß nicht hinaus, was nicht daran liegt, dass sie konventionell als Whodunit erzählt ist. […] Das Problem sind enorm viele Personen, die einem alle überhaupt nicht nahekommen.“

Die TV Spielfilm-Redaktion urteilt über Tyrannenmord: „Anfangs gut durchdacht, vergaloppiert sich die Story etwas. Auch das teamstarke Miteinander von Falke und Grosz fehlt, dafür macht Arash Marandi als Sidekick Wacker einen guten Job.“ und kommt zum Ergebnis „Komplexer, fein austarierter diplomatischer Eiertanz“ mit der Bewertung „Daumen hoch“.
Die dpa-Redaktion meint: „"Tyrannenmord" ist ein "Tatort", bei dem Falke-Fans ordentlich auf ihre Kosten kommen. Rau- wie breitbeinig, schlecht gelaunt, genervt, rebellisch und skeptisch ermittelt der Krimi-Held bis zur Aufklärung seines zunächst undurchschaubaren Falls.“ und weiter „Der norddeutsche "Tatort" schneidet zudem gesellschaftliche und politische Themen an: wirtschaftliche Abhängigkeiten von einem diktatorisch geführten Land ohne Meinungsfreiheit. Gefälligkeiten. Gute Bildung nur für Menschen mit viel Geld. Machtmissbrauch gegenüber Schutzbefohlenen. Die Kritik daran wird dabei platziert, ohne den Vorschlaghammer zu schwingen. Warum der "Tatort" allerdings den Titel "Tyrannenmord" trägt, erschließt sich nicht so recht.“. Ein Vorteil dieser Folge: „Angenehm ist, dass Falke diesmal nicht persönlich in den Fall verstrickt ist. Darin unterscheidet sich der Krimi stark von den üblichen Auftritten des norddeutschen Kommissars. [...] Und: Natürlich fehlt auch das große Glas Vollmilch nicht.“
Matthias Dell von Zeit Online ist sich sicher, „An diesem hanebüchenen Film ist alles schlimm, nicht nur der Titel.“ und führt u. a. weiter aus: „[...] Die Fantasie fährt Schlangenlinien. Wie kommt man auf so eine Idee [...]? Wie kann da eine Redaktion sagen: Toll, das machen wir, klingt super? Wie kann die Regie [...] das einfach so durchinszenieren, statt es wenigstens als den Unsinn aufzubrezeln, der es ist [...]?“. Die Szene, in der der Täter die Attacke eines Hundes vortäuscht, um die vom Opfer verursachte Bisswunde am Arm zu erklären, die im Film aber als „[...] Schnitt, der nichts zeigt [...]“ ausgeführt wird, nennt Dell „[eine] Szene von großer Traurigkeit, die die Armut solcher Einfälle sichtbar macht. Und die man nicht der gewollten Lächerlichkeit der Figuren zuschreiben kann, zu denen es keine Distanz gibt im Ernst von Darstellung und Inszenierung.“

### Einschaltquote
Die Erstausstrahlung von Tyrannenmord am 20. März 2022 wurde in Deutschland von 9,41 Millionen Zuschauern gesehen und erreichte einen Marktanteil von 29,0 % für Das Erste. In der als Hauptzielgruppe für Fernsehwerbung deklarierten Altersgruppe von 14–49 Jahren erreichte Tyrannenmord 1,86 Millionen Zuschauer und damit einen Marktanteil von 22,0 Prozent in dieser Altersgruppe.